# Жената на фермера
„Жената на фермера“ (на английски: The farmer's wife) е комедийна драма, ням филм от 1928 г. на режисьора Алфред Хичкок. Сценарият е на Елиът Станард по пиесата на Идън Филпотс. В главните роли са Джеймсън Томас, Лилиан Хол Дейвис, Гордън Харкър, Гиб Маклафлин, Мод Гил, Луи Поундс, Олга Слейд, Рут Мейтланд, и Антония Броу.

## Сюжет
Внимание:  Текстът по-долу разкрива сюжета на произведението (или части от него)!
Фермерът Суитланд е самотен, стар вдовец. След като дъщеря му се омъжва, той решава да си намери жена, с която да изживее оставащите години. В търсене на идеалната съпруга, без да осъзнава, че тя през цялото време е пред очите му, Суитланд се обръща за помощ към икономката Араминта. Започва сложна процедура за избор на най-подходящата съпруга...

## В ролите
| Актьор            | Роля                    |
| ----------------- | ----------------------- |
| Джеймсън Томас    | Суитланд, фермер        |
| Лилиан Хол Дейвис | Араминта Денч, икономка |
| Гордън Харкър     | Чурдълс Аш, кочияш      |
| Гиб Маклафлин     | Хенри Кукър             |
| Мод Гил           | Тирза Тапър             |
| Луи Поундс        | вдовицата Уиндит        |
| Олга Слейд        | Мери Херн               |
| Рут Мейтланд      | Мърси Басет             |
| Антония Броу      | Сюзън                   |